# Libnotes thyestes
Libnotes thyestes är en tvåvingeart som först beskrevs av Alexander 1950.  Libnotes thyestes ingår i släktet Libnotes och familjen småharkrankar. Inga underarter finns listade i Catalogue of Life.